# أرنولد ميلر
أرنولد ميلر (بالإنجليزية: Arnold Miller) هو نقابي أمريكي، ولد في 25 أبريل 1923 في Leewood, West Virginia ‏ في الولايات المتحدة، وتوفي في 12 يوليو 1985 في تشارلستون في الولايات المتحدة.

## وصلات خارجية
- أرنولد ميلر على موقع إن إن دي بي (الإنجليزية)